# 杜润旺
杜润旺（1999年8月20日—），中国职业男子篮球运动员，司职锋线摇摆人，目前效力于CBA联盟的广东华南虎队，同时是中国国家男子篮球队集训队员。

## 生平

### 早年
1999年，杜润旺出生于中国河北省秦皇岛市。童年时，杜润旺本是抱着减肥的目的去学习篮球，但随着时间推移，他逐渐爱上了这项运动。

### 梯队生涯
2012年，杜润旺进入东莞市体育运动学校开始系统的篮球训练，随后加入广东华南虎的青训系统。
2015年10月，杜润旺跟随深圳代表队参加第一届全国青年运动会U16篮球比赛，并取得全国冠军。2017年夏季，其入选以深圳队为班底的广东U18男篮，随队参加第十三届全国运动会，并获得男子篮球项目18岁以下年龄组之冠军，及因此获广东省人民政府记大功。
2018年2月，杜润旺首次参加广东华南虎一队的训练。5月15日，其随二队参加了2018年东莞大学生篮球联赛全明星赛。之后，其分别随队于6月获得全国篮球U19青年联赛季军，及于9月获得2018年全国（U21）青年篮球锦标赛亚军。

### 职业生涯

#### 2018-19赛季（新秀赛季）
2018年8月27日，广东华南虎正式宣布将杜润旺由青年队上调至一队，出战2018-19赛季中国男子篮球职业联赛。在该赛季第一轮常规赛与北京鸭对阵的比赛中，杜润旺获得了一定的出场时间，并命中4记三分球的其中3记，最终以11分、2个篮板及1次助攻的数据完成职业联赛首秀。随后，其接连在第三轮常规赛对阵四川蓝鲸的比赛及第五轮常规赛对阵山东金星的比赛中打破个人得分记录，分别获得13分、15分。而在第七轮常规赛对阵新疆飞虎的比赛中，其在37分钟的出场时间内取得25分，期间命中9记三分球的其中7记，且最后一记三分球险些成为准绝杀球，由此获得大量关注；在创造职业生涯单场得分记录之余，其还得到4个篮板，并送出3次助攻。而后在第十一轮常规赛对阵天津金狮的比赛中，其首次以首发球员身份上场，最终投出4记三分球，并命中3记，获得9分。截至第一个休赛期，其平均每场比赛有22.7分钟的上场时间，可得9分、1.6个篮板球，并送出1.1次助攻。之后，由于伤病原因，杜润旺自第二十八轮常规赛与山东金星对阵的比赛起被轮休，直至第三十七轮常规赛与四川蓝鲸对阵的比赛才复出，并得到8分及3个篮板。赛季期间，杜润旺入选了2019年中国男子篮球职业联赛全明星赛星锐赛南区星锐队，但受伤病影响而未有出场；此外，其又参加了该次全明星赛的三分球大赛，以19分的成绩进入复赛，并在决赛中与陈林坚同获21分，最终在加赛阶段以9分的成绩败给后者。
在随后的休赛期，杜润旺于2019年7月6日出席了广东宏远俱乐部CBA第九次夺冠纪念邮册发布暨球星见面会。9月，其又作为主力队员随队参与了2019年中欧俱乐部冠军杯及2019年亚洲篮球俱乐部冠军杯。

#### 2019-20赛季
杜润旺的第二个CBA赛季开场表现被认为是稍显平庸，而在第十七轮常规赛对阵北京紫禁勇士的比赛中，其出现了三分球屡投屡失的情形。直至第二十轮常规赛对阵广州龙狮的比赛，其才迎来三分球8投5中的“爆发”表现，最终获得当赛季最高的21分，同时得到职业生涯的第一个前场篮板球。此后的比赛中，其三分球的投射能力逐渐恢复至往日水平。此后的复赛阶段，其在篮下进攻的能力得到提升的同时，亦连续四场获得两位数得分。赛季期间，杜润旺再一次入选2020年中国男子篮球职业联赛全明星赛星锐赛南区星锐队，在比赛中获得9分。

### 国家队生涯
2016年7月，杜润旺入选2016年亚洲U18青年篮球锦标赛中国国家男子青年篮球队参赛名单；而在名单公布前与美国队的热身赛中，其获得15分及6个篮板。上述赛事开始后，其在对阵菲律宾的预赛中获得17分及8个篮板。
2019年5月，杜润旺被选入中国国家奥林匹克篮球队集训名单。2020年8月26日，杜润旺首次入选中国国家男子篮球队短期集训名单。

## 個人

### 技术特点
杜润旺被定位为空间型射手，这被认为是弥补了广东华南虎在投手方面的缺口。而其在职业生涯早期便展现了强大的三分球投射能力，令其被不少篮球从业员视为同样擅长三分球投射的朱芳雨的接班人。在2018-19赛季CBA常规赛举行期间，杜润旺的三分球命中率一度位列整个CBA联盟的第二位。除此之外，其在赛场上亦拥有良好的心理素质，敢于在关键时刻出手，且有可观的命中率。

### 人物特点
- 由于其在职业生涯初期展现了非常高的三分球命中率，因此有球迷将其与凯文·杜兰特相提并论，称呼其为“杜兰旺”。[2]
- 由于在中国男子篮球职业联赛比赛期间时常在场边被主教练杜锋训斥，故其与胡明轩、徐杰、曾繁日被球迷戏称为“挨骂F4”。[48]

### 球衣号码
- 18号：在广东华南虎效力时使用的号码。[2]

## 数据

### CBA常规赛
| 賽季    | 球隊       | GP | GS | MPG   | FG%  | 3P%  | FT%  | RPG | APG | SPG | BPG | PPG |
| ------- | ---------- | -- | -- | ----- | ---- | ---- | ---- | --- | --- | --- | --- | --- |
| 2018-19 | 广东华南虎 | 37 | 10 | 19.35 | 48.1 | 46.3 | 50.0 | 1.8 | 0.8 | 0.4 | 0.1 | 6.7 |
| 2019-20 | 广东华南虎 | 43 | 9  | 20.53 | 50.0 | 37.6 | 74.4 | 2.9 | 0.8 | 0.4 | 0.2 | 7.8 |
| 2020-21 | 广东华南虎 | 36 | 23 | 21.89 | 50.2 | 46.1 | 72.0 | 2.3 | 0.8 | 0.5 | 0.1 | 9.8 |

### CBA季后赛
| 賽季    | 球隊       | GP | GS | MPG   | FG%  | 3P%  | FT%   | RPG | APG | SPG | BPG | PPG |
| ------- | ---------- | -- | -- | ----- | ---- | ---- | ----- | --- | --- | --- | --- | --- |
| 2018-19 | 广东华南虎 | 11 | 0  | 8.91  | 40.0 | 47.6 | 100.0 | 0.8 | 0.1 | 0.1 | 0.1 | 3.3 |
| 2019-20 | 广东华南虎 | 7  | 1  | 14.86 | 67.9 | 57.1 | 40.0  | 1.3 | 0.1 | 0.3 | 0   | 7.4 |
| 2020-21 | 广东华南虎 | 4  | 1  | 14.25 | 37.5 | 25.0 | 66.7  | 1.3 | 0.8 | 0   | 0   | 4.3 |